# Флаг Зилаирского района
Флаг муниципального района Зилаи́рский район Республики Башкортостан Российской Федерации является официальным символом муниципального района и служит знаком единства его населения.
Флаг утверждён 29 июня 2006 года решением Совета муниципального района Зилаирский район № 84 и внесён в Государственный геральдический регистр Российской Федерации с присвоением регистрационного номера 3216.

## Описание
«Прямоугольное полотнище белого цвета с соотношением ширины к длине 2:3, в центре которого скачущий к древку олень красного цвета с пятнами чёрного цвета и глазами белого цвета, по сторонам от которого два дерева зелёного цвета, одно над другим».
Флаг с данным описанием был зарегистрирован Геральдическим советом при Президенте Российской Федерации, однако решением Совета муниципального района Зилаирский район от 29 июня 2006 года № 84 «О флаге муниципального района Зилаирский район Республики Башкортостан» было утверждено следующее описание флага:
«Прямоугольное полотнище голубого цвета с соотношением ширины к длине 2:3 с фигурами герба: золотой (жёлтый) благородный олень, по бокам которого по два стилизованных зелёных дерева, расположенных вертикально».

## Обоснование символики
Древние легенды гласят об особой храбрости и воинственности усергенцев и тангаурцев, проживавших на территории района. Поэтому на флаге изображён благородный олень, который символизирует воина, с оружием в руках защищавшего свою Отчизну от врагов, а также любовь к своей земле, смелость и великодушие его жителей.
Яркая фигура оленя олицетворяет также мир и доброту. 450 лет тому назад в середине XVI века именно на тангаурской земле около Зилаира на поляне Айда-Булун состоялся Курултай представителей семь башкирских родов, определивший условия присоединения башкир к Русскому государству. Исторический акт подписания соглашения о переходе башкирских войск на сторону советской власти с условием предоставления Башкирии автономии также состоялся в селе Кананикольское Зилаирского района. Все эти важные события служат подтверждением того, что зилаирская земля всегда была миротворческим центром, началом доброй воли народов.
Деревья символизируют богатство природы района — обилие густых лесов, зелёных долин, изобилие растительного и животного мира, плодородие земли, а также свободу, надежду и вечность жизни.
Серебряный цвет полотнища — символ трудолюбия, благородства народа, населяющего район, его верности своему долгу.
Голубой цвет Флага символизирует красоту, величие, безупречность, а также развитие, движение вперёд.
Изображение стилизованного оленя означает символ воина, перед которым бежит неприятель, его золотистый цвет символизирует справедливость, богатство, самостоятельность.
Стилизованное изображение деревьев символизирует обилие хвойных и лиственных лесов на территории района, они занимают 70 % территории района.